# 影山樹生弥
影山 樹生弥（かげやま じゅきや、男性、1995年6月14日 - ）は、日本の俳優である。
スマイルモンキーを経て、オフィス・マイティー所属。

## 出演

### テレビドラマ
- 喰いタン2 第7話（2007年5月26日、日本テレビ）池田秀利 役
- わたしが子どもだったころ 劇団ひとり編（2009年2月18日、NHK BShi）長谷川太一 役
- 鈴木先生（2011年、テレビ東京）東潤也 役
- 相棒 Season 18 第16話（2020年2月19日、テレビ朝日）太川誠也 役

### CM
- ミスター通商 町の便利屋さん（2006年）
- CCP ラジコンヘリ HONEY BEE（2006年）
- タカラトミー ニンテンドーDSソフト NARUTO -ナルト- 忍列伝（2006年）

### 映画
- あの空をおぼえてる（2008年）- 後藤リョースケ 役
- ブタがいた教室（2008年）- 樹生弥 役
- BUNGO〜ささやかな欲望〜「乳房」（2012年）
- イノセント15（2016年）- ミン 役
- 心が叫びたがってるんだ。（2017年）- 田中陸 役

### ミュージカル
- サウンド・オブ・ミュージック（2007年）クルト 役
- サウンド・オブ・ミュージック（2008年）クルト 役

### イベント
- ユニクロファッションショー（2004年）